# Condado de Września
Condado de Września (polaco: powiat wrzesiński) é um powiat (condado) da Polónia, na voivodia de Grande Polónia. A sede do condado é a cidade de Września. Estende-se por uma área de 704,19 km², com 73 658 habitantes, segundo os censos de 2005, com uma densidade 104,6 hab/km².

## Divisões admistrativas
O condado possui:
Comunas urbana-rurais: Miłosław, Nekla, Pyzdry, Września
Comunas rurais: Kołaczkowo
Cidades: Miłosław, Nekla, Pyzdry, Września

## Demografia
População (dados de 30 de Junho de 2005):
|          | Total   | Total | Mulheres | Mulheres | Homens  | Homens |
| -------- | ------- | ----- | -------- | -------- | ------- | ------ |
|          | pessoas | %     | pessoas  | %        | pessoas | %      |
| Total    | 73 658  | 100   | 37 633   | 51,1     | 36 025  | 48,9   |
| Cidades  | 38 554  | 100   | 19 973   | 51,8     | 18 581  | 48,2   |
| Povoados | 35 104  | 100   | 17 660   | 50,3     | 17 444  | 49,7   |